# Epicypta lophophora
Epicypta lophophora är en tvåvingeart som beskrevs av Loïc Matile 1979. Epicypta lophophora ingår i släktet Epicypta och familjen svampmyggor. Inga underarter finns listade i Catalogue of Life.